# San Antonio Abad
San Antonio Abad (oficialmente en catalán: Sant Antoni de Portmany) es una ciudad y municipio español situado en la parte centro-oeste de Ibiza, comunidad autónoma de las Islas Baleares. A orillas del mar Mediterráneo, este municipio limita con los de San José, Ibiza, Santa Eulalia del Río y San Juan Bautista.
El municipio sanantoniense comprende los núcleos de población de San Antonio Abad —capital municipal—, San Rafael (Sant Rafel), San Mateo (Sant Mateu d'Eubarca), Buscastell, Santa Inés (Santa Agnès de Corona), Monte Cristo (Can Llaudis), Can Pujolet, Can Tomás (Can Tomàs) y Can Costa Redona.
Actualmente es uno de los principales centros urbanos y turísticos de la isla de Ibiza. Su núcleo urbano principal se ubica frente al mar y la bahía, de cara a poniente, y se encuentra a 15 km de distancia de la ciudad de la capital (la ciudad de Ibiza). Cuenta con un puerto

## Toponimia
El topónimo Portmany proviene del latín portus magnus, que significa 'gran puerto' en referencia a la extensa bahía de la localidad. Durante la época árabe, el nombre evolucionó a burt'uman y luego, con la llegada los de los conquistadores, al actual topónimo catalán Portmany.

## Historia
La primera noticia de presencia humana en San Antonio se evidencia en los descubrimientos de unas pinturas hechas en la roca en la cueva del vino (Ses Fontanelles) y un hacha de bronce hallada en sa Bassa Roja, una finca de San Rafael.
Los cartagineses aprovecharon el puerto de San Antonio para cargar agua para sus viajes, para pescar y salar pescado, etc. Vivían en viviendas separadas repartidas el territorio. Cerca de las casas enterraban los muertos, y es posible que tuviesen un santuario dedicado a la diosa Tanit en la cueva de Santa Inés.
La llegada de los romanos no modificó el sistema habitacional e igualmente se dedicaron a pescar, labrar la tierra, entresacar leña y carbón del bosque que eran exportados. Los romanos le dieron el apellido a San Antonio: Portus Magnus, que quiere decir puerto grande, palabra que ha evolucionado a Portmany.
Hacia el año 900, llegaron los árabes procedentes del norte de África. Esta población dio un importante impulso a la agricultura, como por ejemplo en los bancales del llano de Portmany, construyeron molinos para moler grano en el Broll de Buscastell y aprovecharon la madera de pino para construir embarcaciones. De la lengua de los árabes han quedado muchas palabras toponímicas, como Benimusa, Alcalá o Benimaimó.
En el siglo XIII llegan a Ibiza las naves con las tropas del rey Jaime I de Aragón. Con las tropas del obispo de Tarragona (Reino de Aragón) apoyadas por las tropas del Rey de Portugal llegan a Ibiza las nuevas lengua, cultura y religión. El Rey de Aragón dividió Ibiza y Formentera en cuatro partes o cuarteradas, uno de los cuales era el de Portmany, antecedente del actual municipio. Las cuarteradas fueron divididos entre los señores nobles que habían hecho la conquista en nombre del Rey de Aragón por lo que Portmany quedó en manos de Guillermo de Montgrí.
Las familias que fueron a vivir a Portmany, tras la conquista de 1235, solo tenían la actual catedral de Ibiza para su religión, y naturalmente les caía muy lejos para ir y por eso un grupo de hombres de Portmany fue a Tarragona, donde residía el señor de Portmany, a pedir una iglesia; la autorización para construir una capilla y un cementerio llegó en 1305, y seguramente muy pronto empezaron las obras de construcción de la antigua iglesia que debía estar en el mismo lugar que la actual.
En el ilustrado siglo XVIII y fomentado por el primer obispo de Ibiza, Manuel Abad y Lasierra, se decide construir un pueblo en cada parroquia y agrupar las casas, por lo que se dio un solar cerca de cada iglesia y un trozo de tierra para cultivar, una de las cuales era la de San Antonio. En agricultura, se llevaron almendros y otros árboles frutales de Valencia y Mallorca así como personas para enseñar a cuidarlos, y se hicieron viveros de árboles frutales en los huertos de Buscastell.
En el siglo XIX, ya tenemos noticias de que en San Antonio existen unas veinte casas cerca de la iglesia. El municipio tiene 3807 habitantes y 693 familias. Durante la primera mitad de este siglo se crea y se construye el edificio del ayuntamiento. En 1860-1861 se hacen las primeras escuelas públicas en San Antonio, se construye la carretera de San Antonio a Ibiza y se arregla el puerto. Al final de siglo entra un funcionamiento el faro de Cuevas Blancas.

## Demografía
San Antonio Abad cuenta con una población de 28 609 habitantes (INE 2024).
| Gráfica de evolución demográfica de San Antonio Abad entre 1842 y 2021                                              |
| |
| Población de derecho según los censos de población del INE Población de hecho según los censos de población del INE |

### Entidades de población
El municipio se divide en cinco pueblos o localidades: San Antonio, San Rafael, San Mateo y Santa Inés. Los cuales a su vez están divididos en vendas.
La parroquia de San Antonio se divide en las vendas de es Bernats, es Bessons, Buscastell, Cas Ramons, Forada, es Macians, es Pla, sa Raval y sa Vorera.
La parroquia de San Rafael: Sa Bassa Roja, La Cruz, Forca y Es Fornàs.
La parroquia de San Mateo: Albarca, Besora, Cas Turs, Sa Noguera, Can Miquel Cires, Racó d’Alcalà y Benimaimó.
La parroquia de Santa Inés: Pla de Corona, Ses Rotes y Sant (o Son) Gelabert.
| Entidad de población  | Habitantes (2005)[cita requerida] |
| --------------------- | --------------------------------- |
| Buscastell            | 586                               |
| San Antonio Abad      | 15 210                            |
| San Mateo de Albarca  | 358                               |
| San Rafael de la Cruz | 1838                              |
| Santa Inés de Corona  | 374                               |

## Administración y política
| Partido político                                          | 2023  | 2023  | 2023       | 2019  | 2019  | 2019       | 2015  | 2015  | 2015       | 2011  | 2011  | 2011       | 2007  | 2007  | 2007       |
| Partido político                                          | %     | Votos | Concejales | %     | Votos | Concejales | %     | Votos | Concejales | %     | Votos | Concejales | %     | Votos | Concejales |
| Partido Popular (PP)                                      | 51,10 | 4168  | 12         | 36,27 | 3046  | 9          | 33,88 | 2813  | 8          | 50,08 | 3920  | 12         | 49,02 | 3795  | 9          |
| Partit Socialista de les Illes Balears (PSIB-PSOE)        | 28,28 | 2307  | 7          | 33,94 | 2850  | 8          | 27,50 | 2283  | 6          | 31,50 | 2466  | 7          | 42,69 | 3305  | 8          |
| Vox                                                       | 7,93  | 647   | 1          | 4,46  | 375   | 0          | —     | —     | —          | —     | —     | —          | —     | —     | —          |
| Podem-Esquerra Unida de les Illes Balears (EUIB)-Reinicia | 7,17  | 585   | 1          | 10,36 | 870   | 2          | 18,03 | 1497  | 4          | —     | —     | —          | —     | —     | —          |
| Proposta per les Illes (PI)                               | 3,72  | 304   | 0          | 5,45  | 458   | 1          | 14,97 | 1243  | 3          | —     | —     | —          | —     | —     | —          |
| Ciudadanos (CS)                                           | —     | —     | —          | 5,19  | 436   | 1          | —     | —     | —          | —     | —     | —          | —     | —     | —          |
| Nova Alternativa (NOV-A)                                  | —     | —     | —          | —     | —     | —          | —     | —     | —          | 10,31 | 807   | 2          | —     | —     | —          |

## Patrimonio

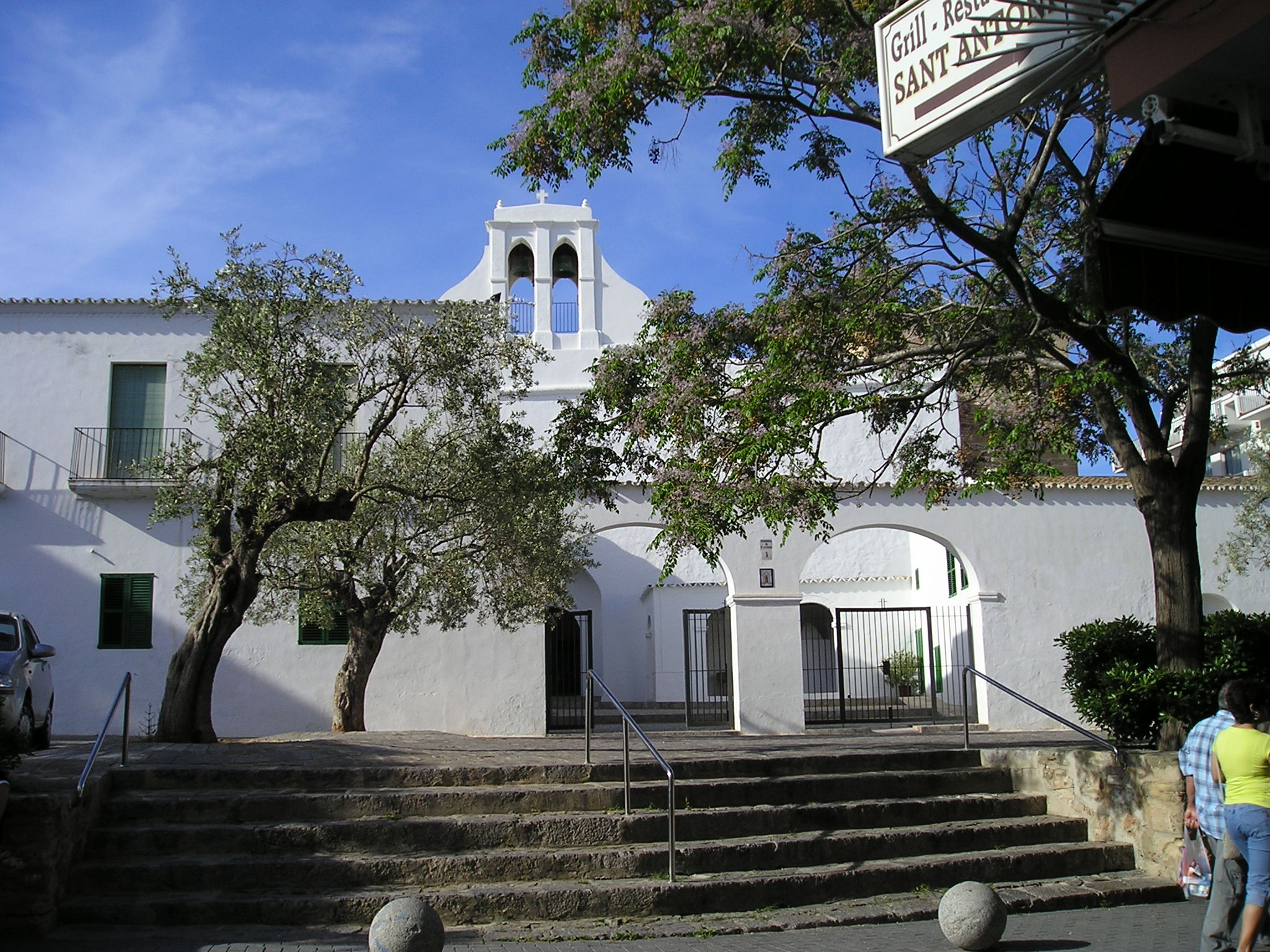
Iglesia de San Antonio

- Iglesia de San Antonio Abad. La iglesia de San Antonio Abad es el edificio histórico más importante de la localidad y el segundo templo religioso más antiguo de la isla, después de la catedral de Santa María de Ibiza. Su origen se remonta al año 1305, cuando el arzobispo de Tarragona concedió a los habitantes del Quartó de Portmany el permiso para construir una capilla y una fosa mortuoria. Junto a ésta, con el paso de los siglos, se levantaría también una torre cuadrangular de defensa, que todavía hoy se conserva y que evidencia el carácter defensivo de los templos pitiusos tradicionales, que tanto servían como de lugar de culto como de fortaleza donde refugiarse y defenderse de ataques. El edificio, declarado Bien de Interés Cultural, mantiene el presbiterio original y en su interior acoge diversas obras de arte sacro.
- Espacio Cultural Sa Punta des Molí. El Espacio Cultural Sa Punta des Molí se encuentra en medio de la bahía de Portmany, de cara a poniente, en la punta del mismo nombre que se forma entre las playas del Arenal y es Pouet. A lo largo del año, este centro cultural alberga actividades culturales y sociales de todo tipo, aunque la programación más numerosa se produce en verano. Se trata de una finca costera sobre la que el empresario Josep Roselló proyectó, aprincipios del siglo XX, una infraestructura hotelera que finalmente no se construyó. Finalmente, el Ayuntamiento adquirió el terreno para recuperarlo y desde el año 1999 funciona como espacio cultural. El conjunto está formado por el molino tradicional harinero de viento, una noria, una almazara museizada, la sala de exposiciones Walter Benjamin (en recuerdo de este filósofo alemán, que pasa el verano de 1932 en una casa de la finca, donde escribió varias de sus obras más memorables), un auditorio al aire libre, un jardín botánico mediterráneo y un parque infantil. La parte de costa de sa punta des Molí, con las casitas de pescador y los varaderos, conforman un conjunto histórico tradicional que tiene la consideración de Bien de Interés Cultural (BIC).
- Es Molí d'en Simó. Se trata de un molino harinero de viento que fue construido a principios del siglo XX y supone una singularidad en las Pitiusas, puesto que su tipología se corresponde a la de los molinos harineros de torre de Mallorca y Menorca, y no a la habitual en Ibiza y Formentera. Está formado por dos cuerpos, uno inferior de planta cuadrada y una torre de planta circular construida en mampostería que se levanta sobre el tejado de la primera. La planta inferior albergaba las muelas del molino, así como un almacén y una vivienda. En el año 2001 fue declarado Bien Catalogado y el Consell de Ibiza encargó en 2003 una profunda rehabilitación del inmueble al arquitecto Víctor Beltrán, tras la cual se ha destinado a usos culturales.
- El faro de Cuevas Blancas. El faro de Cuevas Blancas fue proyectado por el ingeniero Eusebi Estada y se inauguró en 1897. Funcionó hasta 1963, cuando, debido a la construcción del nuevo dique del puerto de San Antonio, fue sustituido por un punto luminoso en la punta de éste. En 2006, la Autoridad Portuaria de Baleares cedió el faro al Ayuntamiento de San Antonio Abad, que lo rehabilitó y lo convirtió en un centro cultural. A lo largo del año, el inmueble acoge exposiciones, conferencias, presentaciones, cursos o talleres, entre otras actividades, así como actividades educativas y programas relacionados con el mundo del mar.[4]

### Playas

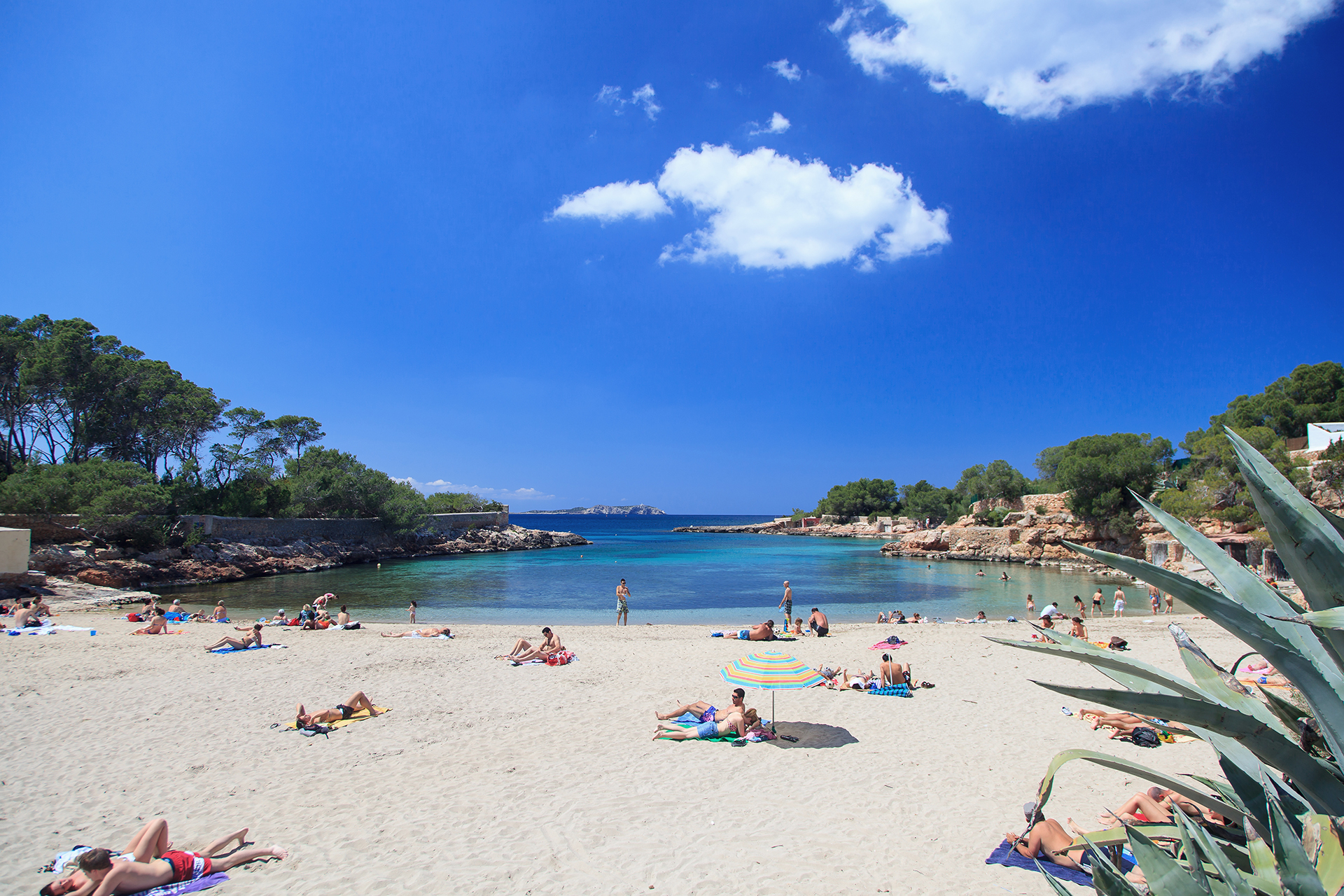
Playa de cala Gració

- Playa de Cala Gració
- Playa de Cala Gracioneta
- Playa de Es Pouet
- Playa de San Antonio o del Arenal
- Playa de Es Caló des Moro
- Playa de Cala Salada
- Playa de Cala Saladeta
- Punta Galera
- Cap Blanc
- Coves Blanques
- Es Regueró